# Камышевский сельсовет (Липецкая область)
Камышевский сельсовет — сельское поселение в Задонском районе Липецкой области Российской Федерации.
Административный центр — село Камышевка.

## История
Статус и границы сельского поселения установлены Законом Липецкой области от 23 сентября 2004 года № 126-ОЗ «Об установлении границ муниципальных образований Липецкой области»

## Население
| 2010 | 2012 | 2013 | 2014 | 2015 | 2016 | 2017 |
| ---- | ---- | ---- | ---- | ---- | ---- | ---- |
| 805  | ↘796 | ↘790 | ↘774 | ↗803 | ↗873 | ↘866 |
| 2018 | 2021 |      |      |      |      |      |
| ↘844 | ↘759 |      |      |      |      |      |

## Состав сельского поселения
| №  | Населённый пункт | Тип населённого пункта       | Население |
| -- | ---------------- | ---------------------------- | --------- |
| 1  | Алексеевка       | деревня                      | 12        |
| 2  | Заречный Репец   | деревня                      | ↗18       |
| 3  | Знобиловка       | деревня                      | 0         |
| 4  | Камышевка        | село, административный центр | 194       |
| 5  | Марьино          | деревня                      | 21        |
| 6  | Немерзь          | деревня                      | 23        |
| 7  | Поповка          | деревня                      | 11        |
| 8  | Репец            | село                         | ↘500      |
| 9  | Страховка        | деревня                      | 14        |
| 10 | Шубинка          | деревня                      | 12        |
| 11 | Южевка           | деревня                      | 0         |